# Apamea alticola
Apamea alticola là một loài bướm đêm trong họ Noctuidae.